# Campionato italiano di hockey su ghiaccio 1973-1974
Il Campionato italiano di hockey su ghiaccio 1973-74 è stata la 40ª edizione della manifestazione.

## Serie A

### Formazioni
Le squadre iscritte al torneo diventano 10. Oltre alle nove iscritte nel campionato precedente (Diavoli Milano, HC Merano, SG Cortina, HC Gardena, HC Bolzano, Alleghe Hockey, Asiago Hockey, HC Auronzo, HC Brunico) si aggiunge il Latemar Bolzano.

### Formula
La formula ricalca quella delle ultime due stagioni: vi è un primo girone dove si affrontano tutte le iscritte al torneo. Al termine di tale girone, le prime sei classificate (a differenza degli anni precedenti dove si classificavano solo le prime quattro) accedono ad un ulteriore girone dove si sfideranno per la conquista del titolo, le ultime quattro invece ad un secondo girone senza nulla in palio.

### Campionato

#### Secondo Girone
La Sportivi Ghiaccio Cortina vince il suo quattordicesimo scudetto.

Formazione Campione d'Italia: Enrico Benedetti – Paolo Bernardi – Giulio Costantini – Giovanni Da Deppo – Alberto Da Rin – Ferdinando Da Rin – Gianfranco Da Rin – Sergio Fiorese – Renato Franceschi – Aldo Lacedelli – Marco Lacedelli – Mario Lacedelli – Renato Lacedelli – Giuseppe Lorenzi – Sergio Manaigo – Giovanni Mastel – Fabrizio Menardi – Fabio Polloni – Vincenzo Polloni – Ruggero Savaris – Giorgio Triches – Giulio Verocai.

## Serie B

### Formazioni
Sono 6 le squadre iscritte: Valpellice, Como, Torino, Turbine Milano, Val Biois e Camporovere.